# HMS Halland (1682)
HMS Halland (1682) (рус. Халланд) — шведский 56-пушечный парусный линейный корабль 4 ранга, спущенный на воду в 1682 году 
Во время своей службы, с 1683 по 1737 год, «Халланд» входил в состав шведского флота, в ходе Великой Северной войны принимал участие в нескольких морских кампаниях: участвовал в экспедиции против Дании в 1700 году, с 1719 по 1721 годы находился в составе Стокгольмской эскадры.